# أسرة لغة الإشارة العربية

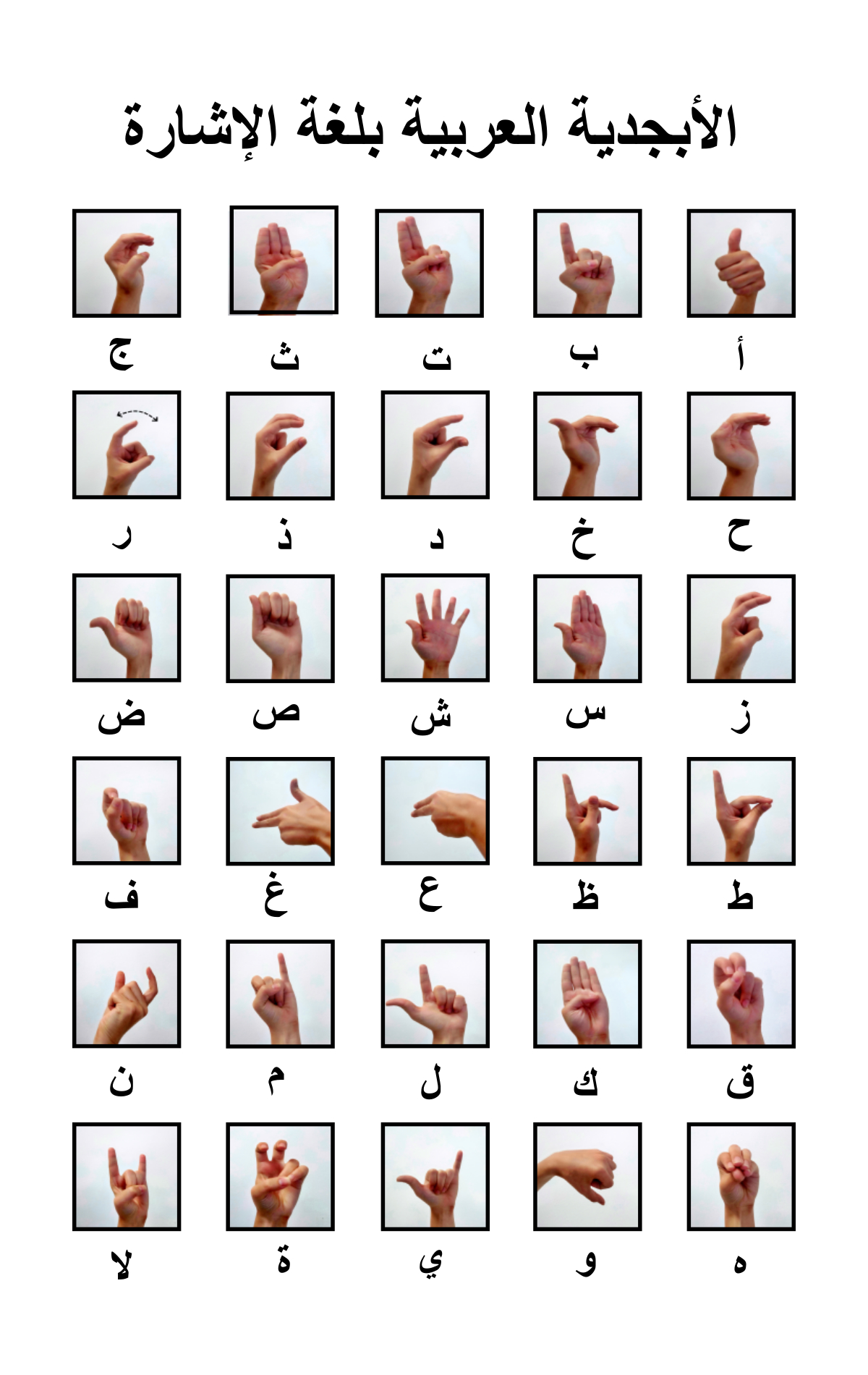
أبجدية لغة الإشارة

أسرة لغة الإشارة العربية هي أسرة للغات إشارة انتشرت عبر الشرق الأوسط العربي. ولم يعرف حجمها حتى الآن، لأن عددا قليلا من لغات الإشارة في المنطقة سجلت.
وهناك مشروع لتوحيد لغات الإشارة العربية، على أن محاولات لتوحد هذه اللغات قد فشلت بشكل عام لأن مجتمعات الصم رفضوا النظام الموحد المطروح، حتى الآن فقط قاموس جمع؛ والقواعد لم تعلم، لذا النتيجة لا يمكن أن تعتبر لغة.
ومن بين لغات الإشارة الوطنية التي قد تتعلق بالتالي:
- لغات بلاد الشام للإشارة.
- لغة الإشارة العراقية.
- لغة الإشارة المصرية.
- لغة الإشارة الليبية.
- لغة الإشارة اليمنية.
- لغة الإشارة الكويتية.
- لغة الإشارة السعودية.
- لغة الإشارة القطرية.
- لغة الإشارة الإماراتية.
- لغة الإشارة العمانية.

تظهر لغات أخرى في المنطقة قد لا تكون ذات علاقة بهذه الأسرة. فمثلا تشتق لغة الإشارة المغربية من لغة الإشارة الأمريكية، ولغة الإشارة التونسية من لغة الإشارة الإيطالية. هناك لغات إشارة سودانية محلية عديدة التي لا تتعلق حتى ببعضها البعض، وهناك العديد من لغات إشارة القرية العربية الأخرى في المنطقة، مثل لغة الإشارة لعشيرة السيد البدوية ولغة غرداية للإشارة، التين لم تتعلقا باللغات الوطنية.